# Eyselit
Eyselit ist ein sehr selten vorkommendes Mineral aus der Mineralklasse der „Oxide und Hydroxide“. Es kristallisiert im orthorhombischen Kristallsystem mit der chemischen Formel Fe3+Ge4+3O7(OH), ist also chemisch gesehen ein Eisen-Germanium-Oxid mit zusätzlichen Hydroxidionen.
Eyselit bildet makroskopisch xenomorph erscheinende Aggregate, die aus zufällig orientierten subidiomorphen bis idiomorphen, plattigen bis sehr dünnprismatischen, nach [001] gestreckten Kristallen bis maximal 20 µm Länge bestehen. Die Kristalle sitzen zusammen mit Tennantit in einem Hohlraum in Renierit-Germanit-Erz. Das Mineral wurde nur als Einzelstufe in der Tsumeb Mine, Namibia, gefunden.

## Etymologie und Geschichte
Die einzige bekannte Stufe Eyselit wurde im Jahre 1977 von Terry Maxwell Seward aus einer Sammlung von alterierten germaniumhaltigen Erzen aus dem Besitz von Sid Pieters aus Windhoek, Namibia, erworben. Das auf der Stufe sitzende Sekundärmineral wurde in den früher 1990er Jahren mittels Pulverdiffraktometrie analysiert, blieb aber unidentifiziert. Erst weitere Untersuchungen Ende 2002 zeigten, dass es sich um eine neue Phase handelt, die 2003 unter der Nummer „IMA 2003-052“ von der International Mineralogical Association (IMA) anerkannt und 2004 von einem kanadisch-schweizerisch-US-amerikanischen Forscherteam mit Andrew C. Roberts vom Geological Survey of Canada, Ottawa, Terry M. Seward und Eric Reusser von der Eidgenössischen Technischen Hochschule Zürich, Graham J. C. Carpenter aus den Materials Technology Laboratories (CANMET) in Ottawa, Joel D. Grice vom Canadian Museum of Nature in Ottawa sowie Simon M. Clark und Matthew A. Marcus aus dem Lawrence Berkeley National Lab in Berkeley, im Wissenschaftsmagazin „The Canadian Mineralogist“ als Eyselit beschrieben wurde.
Benannt wurde das Mineral nach dem deutschen Professor für Kristallographie Walter Hans Eysel (1935–1999) an der Ruprecht-Karls-Universität, Heidelberg, in Anerkennung seiner Arbeiten zu den Germanaten und für seine zahllosen Beiträge zum Powder Diffraction File des International Centre for Diffraction Data (ICDD).
Das Typmaterial wird in der „Systematic Reference Series“ der „National Mineral Collection“ im Geological Survey of Canada, Ottawa, unter der Sammlungs-Nr. 68093 aufbewahrt.

## Klassifikation
In der veralteten 8. Auflage der Mineralsystematik nach Strunz war der Eyselit noch nicht aufgeführt.
In der zuletzt 2018 überarbeiteten Lapis-Systematik nach Stefan Weiß, die formal auf der alten Systematik von Karl Hugo Strunz in der 8. Auflage basiert, erhielt das Mineral die System- und Mineralnummer IV/F.17-050. Dies entspricht der Klasse der „Oxide und Hydroxide“ und dort der Abteilung „Hydroxide und oxidische Hydrate (wasserhaltige Oxide mit Schichtstruktur)“, wo Eyselit zusammen mit Jeanbandyit, Mopungit, Stottit und Tetrawickmanit die „Stottitgruppe“ mit der Systemnummer IV/F.17 bildet.
Die von der International Mineralogical Association (IMA) zuletzt 2009 aktualisierte 9. Auflage der Strunz’schen Mineralsystematik ordnet den Eyselit in die Klasse der „Oxide (Hydroxide, V[5,6]-Vanadate, Arsenite, Antimonite, Bismutite, Sulfite, Selenite, Tellurite, Iodate)“ und dort in die Abteilung „Metall : Sauerstoff = 1 : 2 und vergleichbare“ ein. Hier ist das Mineral in der Unterabteilung „Mit großen (± mittelgroßen) Kationen; unklassifiziert“ zu finden, wo es als einziges Mitglied eine unbenannte Gruppe mit der Systemnummer 4.DM.20 bildet.
In der vorwiegend im englischen Sprachraum gebräuchlichen Systematik der Minerale nach Dana hat Eyselit die System- und Mineralnummer 07.03.03.01. Das entspricht der Klasse der „Oxide und Hydroxide“ und dort der Abteilung „Mehrfache Oxide“. Hier findet er sich innerhalb der Unterabteilung „Mehrfache Oxide mit 2+ und höher geladenen Kationen“ als einziges Mitglied in einer unbenannten Gruppe mit der Systemnummer 07.03.03.

## Chemismus
Mittelwerte aus neun Mikrosondenanalysen an Eyselit aus Tsumeb führten zu Gehalten von 0,06 % CaO; 18,54 % Fe2O3; 1,01 % Ga2O3; 77,75 % GeO2 und [2,64] % H2O (berechnet). Auf der Basis von 8 Sauerstoffatomen pro Formeleinheit errechnete sich daraus die empirische Formel
(Fe3+0,93Ga3+0,04)Σ=0,97Ge4+2,98O6,90(OH)1,17, die zu Fe3+Ge4+3O7(OH) idealisiert wurde, welche Gehalte von 19,83 % Fe2O3, 77,93 % GeO2 und 2,24 % H2O erfordert.
Die beiden einzigen weiteren natürlichen Fe-Ge-Oxi-Komponenten sind Brunogeierit (Ge2+,Fe2+)Fe3+2O4 und Stottit Fe2+Ge4+(OH)6.

## Kristallstruktur
Eyselit kristallisiert orthorhombisch mit den Gitterparametern a = 8,302 Å; b = 9,718 Å und c = 4,527 Å sowie zwei Formeleinheiten pro Elementarzelle. Kristallklasse und Raumgruppe sind aufgrund der Größe der Kristalle, der Wachstumsphänomene auf den Kristallflächen und der teilweise hohlen Kristalle nicht bestimmbar. Die Röntgenpulverdaten sind singulär und weisen keine Ähnlichkeiten mit denen eines anderen Germanates, Silicates oder einer anderen im Powder Diffraction File gelisteten anorganischen Phase auf.
Mittels Mikro-Röntgen-Atomabsorptionsspektroskopie konnte gezeigt werden, dass alles Eisen im Eyselit dreiwertig ist, dass die Germaniumatome oktaedrisch koordiniert sind und dass die Struktur des Minerals sehr wahrscheinlich eine gute Ordnung aufweist.

## Eigenschaften

### Morphologie
Eyselit bildet makroskopisch xenomorphe Aggregate aus zufällig orientierten subidiomorphen bis selten auch idiomorphen, plattigen bis sehr dünnprismatischen, nach [001] gestreckten Kristallen bis zu maximal 20 µm Länge. Das Längen-Breiten-Verhältnis der typischerweise 20 µm × 14 µm × 1 µm großen Kristalle liegt ungefähr bei 3 : 1. Tragende und trachtbestimmende Form ist das Pinakoid {100}. Dazu treten das sehr dünne Pinakoid {010}, das verrundete Prisma {011} und das sehr dünne, ebenfalls verrundete Basispinakoid {001}. Die z. T. hohlen Kristalle zeigen auf den Flächen von {100} oft ein ausgeprägtes Stufenwachstum. Die winzigen Eyselitkristalle sitzen in dem 4–5 mm großen Hohlraum im Primärerz lose auf den den Hohlraum auskleidenden Sulfidmineralen.

### Physikalische und chemische Eigenschaften
Die Aggregate und Kristalle des Eyselits variieren in ihrer Färbung von schmutzig braungelb (in Aggregaten) bis zu gelblich-hellbraun (Kristalle). Ihre Strichfarbe ist dagegen immer bräunlichgelb. Die Oberflächen der opaken (Aggregate) bis durchsichtigen (Kristalle) Eyselit-Individuen zeigen einen glasartigen Glanz. Im durchscheinenden Licht (Dünnschliff) ist Eyselit hell blassgelb mit sehr hoher Lichtbrechung und einer niedrigen Doppelbrechung.
Eyselit besitzt keine beobachtbare Spaltbarkeit, bricht aufgrund seiner Sprödigkeit aber ähnlich wie Triphylin bzw. Amblygonit, wobei die Bruchflächen uneben ausgebildet sind. Er wird als „weich“ beschrieben, gehört also mit einer Mohshärte von 1 bis 2 zu den weichen Mineralen, die sich wie die Referenzminerale Talk (Härte 1) mit dem Fingernagel schaben oder Gips (Härte 2) mit dem Fingernagel ritzen lassen. Gemessene Werte für die Dichte des Eyselits existieren nicht, die berechnete Dichte für das Mineral beträgt 3,639 g/cm³.

## Bildung und Fundorte
Eyselit entsteht als typische Sekundärbildung im korrodierten Erz einer in Carbonatgesteinen sitzenden komplexen Cu-Pb-Zn-Lagerstätte. Eisen und Germanium stammen dabei aus der Zersetzung primärer Germanium-Erze sowie sulfidischer Erzminerale wie Germanit, Renierit und Tennantit. Das Mineral bildete sich bei der Alteration der germaniumhaltigen Sulfidminerale durch wässrige, durch den Erzkörper migrierende Lösungen (Grundwässer). In direkter Vergesellschaftung mit Eyselit wurden keine weiteren Sekundärminerale beobachtet.
Als extrem seltene Mineralbildung konnte Eyselit bisher (Stand 2016) nur von einem Fundpunkt beschrieben werden. Die Typlokalität des Minerals ist die weltberühmte Cu-Pb-Zn-Ag-Ge-Cd-Lagerstätte der „Tsumeb Mine“ (Tsumcorp Mine) in Tsumeb, Region Oshikoto, Namibia. Der genaue Fundpunkt innerhalb der „Tsumeb Mine“ ist nicht bekannt.

## Verwendung
Eyselit ist aufgrund seiner Seltenheit lediglich für Mineralsammler interessant.